# Oslon
Oslon is een gemeente in het Franse departement Saône-et-Loire (regio Bourgogne-Franche-Comté). De plaats maakt deel uit van het arrondissement Chalon-sur-Saône. Oslon telde op 1 januari 2022 1.221 inwoners.

## Geografie
De oppervlakte van Oslon bedroeg op 1 januari 2022 4,76 vierkante kilometer; de bevolkingsdichtheid was toen 256,5 inwoners per km².

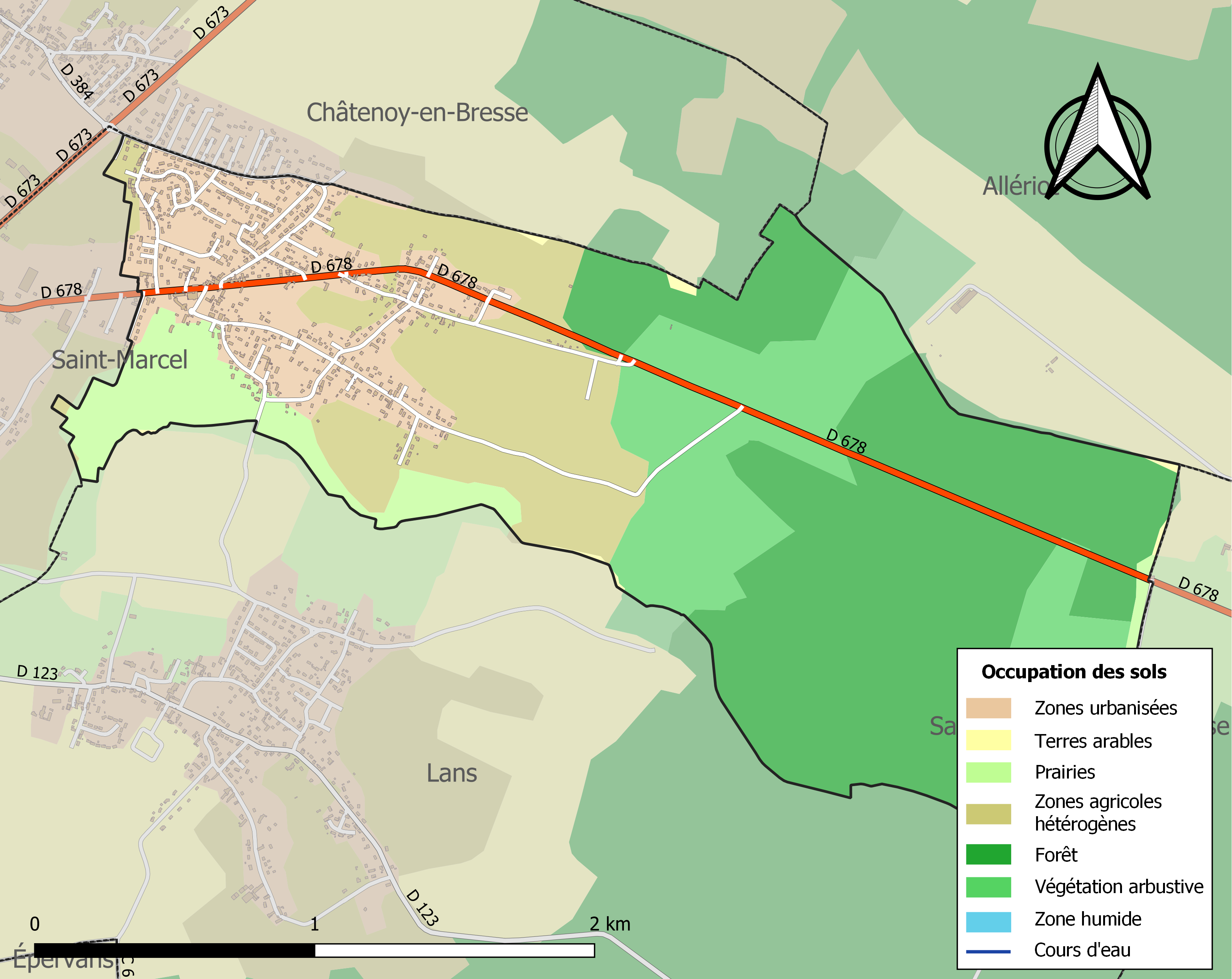
Kaart van de gemeente met de belangrijkste infrastructuur, bodemgebruik en omliggende gemeenten

## Demografie
Onderstaande figuur toont het verloop van het inwonertal (bron: INSEE-tellingen).